# 1986 في كولومبيا
فيما يلي قوائم الأحداث التي وقعت خلال عام 1986 في كولومبيا.

## سياسة

### تعيين في المنصب
- 7 أغسطس – فيرجيليو باركو فارغاس رئيس كولومبيا.

### انتهاء فترة المنصب
- 7 أغسطس – بيليساريو بيتانكور رئيس كولومبيا.

## مواليد

### يناير
- 22 يناير – أدريان راموس لاعب كرة قدم كولومبي.[1]

### فبراير
- 1 فبراير – يوهان فونلانتين لاعب كرة قدم.[2]
- 6 فبراير – كارلوس سانشيز مورينو لاعب كرة قدم كولومبي.[3]
- 10 فبراير – راداميل فالكاو لاعب كرة قدم كولومبي.[4]

### أبريل
- 25 أبريل – خوان سيباستيان كابال لاعب كرة مضرب كولومبي.

### يونيو
- 11 يونيو – فابيو دوارتي درّاج طريق كولومبي.
- 30 يونيو – فريدي جوارين لاعب كرة قدم كولومبي.[5]

### يوليو
- 1 يوليو – جيوفاني مورينو لاعب كرة قدم كولومبي.[6]

### سبتمبر
- 6 سبتمبر – دانيلسون كوردوبا لاعب كرة قدم كولومبي.[7]
- 8 سبتمبر – كارلوس باكا لاعب كرة قدم كولومبي.[8]
- 30 سبتمبر – كريستيان زاباتا لاعب كرة قدم كولومبي.[9]

### أكتوبر
- 3 أكتوبر – جاكسون مارتينيز لاعب كرة قدم كولومبي.[10]
- 9 أكتوبر – خوان أرانغو دراج كولومبي.

### نوفمبر
- 2 نوفمبر – بابلو أرميرو لاعب كرة قدم كولومبي.[11]

## وفيات

### ديسمبر
- 17 ديسمبر – غييرمو كانو إيساسا (مواليد 1925) صحفي كولومبي.